# 8-ма гвардійська армія (СРСР)
8-ма гвардійська загальновійськова армія (8 гв. ЗА, в/ч 45266) — гвардійська загальновійськова армія у складі Збройних сил СРСР під час Німецько-радянської війни з 1943 до 1945 та післявоєнний час на території Німеччини.
Після розпаду СРСР у 1992 році виведена на територію Росії і увійшла до складу Збройних сил Російської Федерації.

## Історія

### Друга світова війна
8-ма загальновійськова армія веде свою історію від 62-ї армії, яка була сформована в 1942 році. За успішні дії проти німецьких військ в боях за Сталінград, армія була перейменована на 8-му гвардійську, а її командувачем став генерал Василь Чуйков.
Влітку 1943 року війська 8-ї гвардійської армії займали оборону на правому березі річки Сіверський Донець північніше Слов'янська, в липні брали участь в Ізюм-Барвінківській операції, а в серпні-вересні в Донбаській операції. Розвиваючи наступ по Дніпру, з'єднання армії разом з іншими військами Південно-Західного фронту 14 жовтня 1943 року визволили місто Запоріжжя, потім форсували Дніпро південніше Дніпропетровська і оволоділи плацдармом на його правому березі.
У 1944 році частини й підрозділи армії брали участь в визволенні Одеси. Як відмічено в документах ставки Верховного головного командування, 8-ма армія внесла «неоціненний вклад у звільнення України». В 1945 році частини і підрозділи 8-ї армії форсували Віслу, штурмували Познань і Кюстрин, а потім взяли участь в Берлінській операції.

### Холодна війна
Після війни 8-ма гвардійська армія дислокувалась в НДР. В 1968 році армія була нагороджена орденом Леніна «за великі заслуги, проявлені в боях по захисту Радянської Батьківщини, успіхи в бойовій та політичній підготовці і у зв'язку з 50-річчям Радянської Армії і Військово-Морського флоту». У тому ж році частини і підрозділи 8 гв. ЗА брали участь в операції «Дунай», при вторгненні військ Варшавського договору до Чехословаччини.

### Розпад СРСР
Невдовзі після розпаду СРСР, армія в лютому 1993 року була виведена з НДР в Північно-Кавказький військовий округ, і увійшла до складу Збройних сил РФ як 8-ма загальновійськова армія.

## Командування
Командувачі:
- (квітень — жовтень 1943) генерал-лейтенант Чуйков В. І.
- (жовтень — листопад 1943) генерал-полковник Масленніков І. І.
- (листопад 1943 — до кінця війни) генерал-полковник Чуйков В. І.